# سنتريكا
سنتريكا هي شركة متعددة الجنسيات فائدة بريطانية ومقرها في وندسور، بيركشاير. نشاطها الرئيسي هو إمدادات الكهرباء والغاز للشركات والمستهلكين في المملكة المتحدة وأمريكا الشمالية. وهي أكبر مورد للغاز إلى العملاء المحليين في المملكة المتحدة، واحدة من أكبر الموردين للكهرباء، التي تعمل تحت الأسماء التجارية الإسكتلندي الغاز في اسكتلندا والغاز البريطاني في بقية المملكة المتحدة. كما أنها نشطة في مجال استكشاف وإنتاج الغاز الطبيعي؛ توليد الكهرباء. وتوفير الخدمات المنزلية بما في ذلك السباكة.